# Institut national de la météorologie (Tunisie)
Pour les articles homonymes, voir INM et Institut national de météorologie.
L'Institut national de la météorologie (INM) est le service national de météorologie et de sismologie de la Tunisie.
Fondé en 1974, mais héritier d'un réseau établi depuis le XIXe siècle, il maintient des stations d'observations des éléments du temps, des tremblements de terre et des observations astronomiques, en collaboration avec les organismes internationaux. Il émet les prévisions météorologiques publiques, maritimes et aéronautiques pour le pays et soutient des groupes de recherche en météorologie et géophysique.

## Histoire
En 1873, année où l'Organisation météorologique internationale est créée, une première station d'observation météorologique est ouverte en Tunisie. En 1881, la région sous contrôle nominal de l'Empire ottoman passe sous le protectorat de la France, qui crée le premier service météorologique à Tunis-Manoubia en 1885 ; ce dernier est chargé de l'observation pluviométrique et climatique. 
En 1923, l'Office météorologique de France (OMF), l'actuel Météo-France, met sur pied un réseau d'observations synoptiques à travers le pays. La station principale se trouve alors à l'aérodrome d'El Aouina. En 1926, l'OMF ajoute la sismologie aux tâches du réseau. En 1955, le service de Tunis-Manoubia devient un bureau d'inventaire des ressources hydriques et pluviométriques alors que les activités de météorologie et de climatologie sont confiées au service d'El Aouina.
Après la déclaration d'indépendance en 1956, le service d'El Aouina devient en 1958 le Service national de la météorologie, rattaché à la direction des services aériens et maritimes du ministère des Travaux publics et de l'Habitat. En 1973, le Service de la météorologie devient la direction de la météorologie puis, en 1974, l'Institut national de la météorologie.

## Organisation
L'INM s'occupe de deux domaines principaux, la météorologie et la géophysique, mais donne un service accessoire en astronomie. Il possède son quartier-général à Tunis et six subdivisions régionales : Tunis, Jendouba, Sousse, Sfax, Tozeur et Médenine. Ces subdivisions gèrent le réseau d'observation et donnent les services au public, à l'aviation et aux intérêts maritimes sur leur territoire.
La météorologie est le domaine principal d'activité ; elle regroupe l'observation, la climatologie et la prévision :
- L'INM maintient 26 stations météorologiques classiques prenant des données horaires, 31 stations de météorologie agricole, 58 stations climatologiques et 208 de pluviométrie prenant des données quotidiennes, huit stations maritimes ainsi qu'un radar météorologique et des stations de radiosondage. Finalement, il existe une station de mesure des polluants.
- L'INM émet des prévisions météorologiques sous forme de bulletins, directives ou dossiers via différents supports de communication aux différents usagers. Elles sont établies pour une période allant jusqu'à sept jours[4].

Pour ses activités en sismologie, l'INM dispose de quinze stations de mesure. Sa division d'astronomie assure la prise de mesure du rayonnement solaire, l'observation de la phase lunaire à l'échelle du pays pour les besoins religieux, l'établissement des dates des éclipses lunaires et solaires et l'élaboration des éphémérides.

## Recherche
L'INM poursuit des recherches fondamentales et appliquées pour le développement des sciences météorologiques et géophysiques. L'analyse des principaux éléments de température, de précipitations, d'humidité et d'évaporation est notamment effectuée pour identifier les principaux traits caractéristiques du climat du pays et ses changements durant le XXe siècle grâce à la banque de données accumulées depuis l'installation des premières stations météorologiques. L'INM réalise également des études sur la sismologie de la région et participe à la coopération technique avec les services étrangers et organisations spécialisées comme l'Organisation météorologique mondiale.

## Identité visuelle

Version du logotype en blanc sur fond bleu.
Version du logotype en bleu sur fond transparent.